# Departamento de Santa Catalina
Santa Catalina es un departamento en la provincia de Jujuy (Argentina). La confluencia entre los ríos San Juan del Oro y Mojinete en el límite con Bolivia marca el punto extremo norte del territorio argentino, ubicado en el departamento Santa Catalina. Un poco más al sur se encuentra la localidad de El Angosto, que es la población más septentrional del país.

## Historia
Como consecuencia de la rectificación fronteriza debida al tratado de límites entre Argentina y Bolivia firmado el 9 de julio de 1925, y puesto en vigor el 11 de octubre de 1938 la provincia de Jujuy incorporó el 14 de octubre de 1943 territorios ubicados al norte del paralelo 23° Sur, que fueron anexados a los departamentos Rinconada y Santa Catalina. Estos fueron cedidos a la provincia por ley nacional:

Art.2º- La zona situada al norte de Los Andes, sobre el paralelo 23º que culmina en el cerro Branqui, que fuera cedida a la Nación en virtud del protocolo Carrillo y que Jujuy siempre alegó derechos de posesión, pasará a integrar el territorio de dicha provincia,(...)

Estos territorios habían pasado a jurisdicción argentina durante la demarcación fronteriza realizada entre 1939 y 1940 y correspondían al cantón boliviano de San Pablo de Lípez. El departamento de Santa Catalina recibió los distritos de Paicone, Cusi-Cusi (ambos en el sector suroeste del departamento), Casira, y Calahoyo (en el sector noreste), que totalizan unas 430 000 hectáreas.

## Superficie, límites y accesos
El departamento tiene una superficie de 2960 km², lo que al año 2010 determina una densidad de 0.9 hab/km².

Limita al norte y oeste con el departamento Potosí (Bolivia); al sur con el departamento Rinconada y el este con el departamento Yavi.

Las principales vías de acceso al departamento son las rutas provincianes RP 5 y RP 65.

## Población
Según el INDEC en 2010 el departamento tenía 2800 habitantes, conservando la tendencia decreciente que evidenciaron los censos anteriores.

Para el censo 2022 el departamento registró 2646 habitantes. Esto representó un decrecimiento en la cantidad de personas del -5.5%.Estos datos le valieron ser el segundo departamento que más decreció, el tercero menos denso y el tercero más despoblado de la provincia.
| Gráfica de evolución demográfica de Departamento Santa Catalina entre 1991 y 2022 |
|                                                                                   |
| Fuente: censos nacionales del INDEC                                               |

## Localidades y parajes
La población se distribuye en pequeñas localidades de carácter rural.
- Casira 176 hab.
- Ciénega de Paicone 278 hab.
- Cieneguillas 286 hab.
- Cusi Cusi 243 hab.
- El Angosto 25 hab.
- La Ciénaga 96 hab.
- Misa Rumi 36 hab.
- Paicone 64 hab.
- Oratorio 96 hab.
- Santa Catalina 305 hab.
- San Juan de Oro 27 hab.
- Yoscaba 34 hab.

## Salud y educación
El departamento cuenta con 13 centros de salud, la mayoría de ellos dedicados a la atención primaria, distribuidos entre las distintas localidades.
Según datos oficiales, en el año 2011 el departamento contaba con un total de 43 establecimientos educativos, la totalidad de ellos de gestión pública, que atienden los requerimientos de niños y jóvenes desde el jardín de infantes hasta el nivel de educación secundaria.

## Sismicidad
La sismicidad del área de Jujuy es frecuente y de intensidad baja, y un silencio sísmico de terremotos medios a graves cada 40 años.
- Sismo de 1863: aunque dicha actividad geológica catastrófica, ocurre desde épocas prehistóricas, el terremoto del 4 de enero de 1863 (162 años),[15] señaló un hito importante dentro de la historia de eventos sísmicos jujeños, con 6.4 Richter.[14]
- Sismo de 1948: el 25 de agosto de 1848 (176 años) con 7.0 Richter, el cual destruyó edificaciones y abrió numerosas grietas en inmensas zonas[15][14]
- Sismo de 2011: el 6 de octubre de 2011 (13 años) con 6.2 Richter, produjo rotura de vidrios y mampostería.[14]